# 世界诸宗教的经济伦理
《世界诸宗教的经济伦理》（德語：Die Wirtschaftsethik der Weltreligionen），是德国社会学家马克斯·韦伯一部未完成的系列著作，包括《中国的宗教：儒教与道教》《印度的宗教：印度教与佛教的社会学》《古犹太教》三部作品。韦伯对宗教社会学的研究始于《新教伦理与资本主义精神》一书，《世界诸宗教的经济伦理》则为其续作。然而，由于韦伯于1920年猝然离世，他未能继续对基督教与伊斯兰教进行研究，这一系列最终中断于《古犹太教》。
《世界诸宗教的经济伦理》系列探讨了三个主题：宗教观念对经济活动的影响、社会阶层与宗教观念的关系，以及西方文明的特性所在。韦伯的研究目标，在于解释东西方文化发展道路的差异，而不是像当时的社会达尔文主义者那样评骘孰优孰劣。他单纯希望对西方文明的独特因素做出解释。韦伯还在书中提出了宗教变迁的社会进化模型，认为社会信仰是从巫术发展至伦理一神教，中间会经历多神教、泛神论与一神教等过渡阶段。根据他的观点，这一变化是经济日趋稳定、祭司群体因之逐渐专业化与复杂化的结果。随着社会变得更加复杂，容纳了更多不同群体，神祇的等级制度也逐渐形成。与此同时，随着神祇的权力日渐集中，普世神的概念也愈发被人们所认可。。